# Arroyomolinos (Madrid)
Arroyomolinos ist eine zentralspanische Gemeinde (municipio) mit 37.208 Einwohnern (Stand: 2024) im Südwesten der Autonomen Gemeinschaft Madrid. Trotz ihrer Nähe zur Autobahn der Extremadura war sie nicht vom Bevölkerungswachstum der 1970er Jahre betroffen, das andere Orte in der Gegend wie Móstoles oder Fuenlabrada betraf. Zu Beginn des 21. Jahrhunderts hat jedoch der hohe Preis für Wohnraum in Madrid zusammen mit der spärlichen früheren Stadtentwicklung der Immobilienspekulation Tür und Tor geöffnet und die demografische Entwicklung angekurbelt, wodurch sich die Bevölkerung in den letzten Jahren vervielfacht hat.

## Bevölkerungsentwicklung
| 2 709 | …     | 3 017 | 3 011  | 3 824  | 4 700  | 5 428  | 6 116  | 7 099  |
| 2005  | 2006  | 2007  | 2008   | 2009   | 2010   | 2011   | 2012   | 2019   |
| 8 246 | 9 020 | 9 771 | 11 804 | 13 825 | 16 207 | 19 523 | 22 476 | 31 396 |

## Sehenswürdigkeiten
Der Turm von Arroyomolinos (Torreón de Arroyomolinos) ist eine Festungsanlage in der Gemeinde. Es handelt sich um einen gotischen Turm aus dem späten Mittelalter, der aus dem fünfzehnten Jahrhundert stammt.